# Football Club Locarno 2016-2017
Questa voce raccoglie le informazioni riguardanti il Football Club Locarno nelle competizioni ufficiali della stagione 2016-2017.

## Rosa
Aggiornata al 10 giugno 2017.
| N. |                      | Ruolo | Calciatore              |
| -- | -------------------- | ----- | ----------------------- |
| 1  | Svizzera (bandiera)  | P     | Fabian Schönwetter      |
| 2  | Italia (bandiera)    | D     | Stefano De Giambattista |
| 3  | Svizzera (bandiera)  | C     | Velibor Simić           |
| 4  | Svizzera (bandiera)  | D     | Marco Perazzo           |
| 5  | Argentina (bandiera) | D     | Patricio Bustamante     |
| 6  | Algeria (bandiera)   | D     | Hemza Mihoubi           |
| 7  | Italia (bandiera)    | A     | Mattia Fasana           |
| 8  | Croazia (bandiera)   | C     | Mario Zupčić            |
| 9  | Italia (bandiera)    | A     | Leandro Fuso            |
| 10 | Svizzera (bandiera)  | C     | Robin Junior Nevelin    |
| 11 | Croazia (bandiera)   | A     | Josip Zivko             |

| N. |                     | Ruolo | Calciatore        |
| -- | ------------------- | ----- | ----------------- |
| 13 | Italia (bandiera)   | C     | Matteo Botto      |
| 14 | Svizzera (bandiera) | C     | Sebastian Tirelli |
| 15 | Albania (bandiera)  | A     | Erolind Osmani    |
| 16 | Svizzera (bandiera) | D     | Bruno Gennari     |
| 17 | Italia (bandiera)   | C     | Andrea Invernizzi |
| 18 | Italia (bandiera)   | C     | Luca Invernizzi   |
| 20 | Svizzera (bandiera) | D     | Davide Rodriguez  |
| 21 | Italia (bandiera)   | D     | Simone Napoli     |
| 22 | Italia (bandiera)   | C     | Saverio Manfreda  |
| 27 | Italia (bandiera)   | P     | Mattia Maggioni   |
| 89 | Italia (bandiera)   | P     | Alberto Frigerio  |